# Stanisław Franciszek Kwilecki
Stanisław Franciszek Kwilecki herbu Byliny (ur. 10 października 1896 w Grodźcu, zm. 10 listopada 1939 w Koninie) – polski szlachcic, hrabia, ziemianin, ostatni właściciel majątku Grodziec, powstaniec wielkopolski, uczestnik wojny polsko-bolszewickiej, żołnierz Pułku Strzelców Konnych Straży Poznańskiej i 12 Pułku Ułanów Wielkopolskich, porucznik rezerwy 16 Pułku Ułanów Wielkopolskich, dowódca 5 Kompanii Przysposobienia Wojskowego, działacz społeczny, prezes Związku Ziemian powiatu konińskiego, prezes lokalnego Związku Oficerów Rezerwy, Koła Rezerwistów, przewodniczący Związku Hodowców Koni, działacz Powiatowego Komitetu Wychowania Fizycznego i Przysposobienia Obronnego, członek Związku Polskich Kawalerów Maltańskich, ofiara zbrodni niemieckich.

## Życiorys

### Młodość
Dzieciństwo spędził w pałacu w Grodźcu. Do 1907 roku pobierał nauki w rodzinnym domu, a następnie do 1909 roku kształcił się w prowadzonej przez zakonników szkole w Maredsous w Belgii. Przez kolejny rok uczył się w domu, a od 1910 roku uczęszczał do Zakładu Naukowo-Wychowawczego OO. Jezuitów w Bąkowicach pod Chyrowem. W latach 1911–1915 pobierał nauki w III Gimnazjum w Krakowie (w późniejszym czasie noszące imię króla Jana III Sobieskiego). Następnie, z powodu I Wojny Światowej, ponownie uczył się w domu. W 1917 roku w Ośmioklasowej Wyższej Szkole Realnej z Oddziałami Handlowymi Teofila Sadkowskiego w Warszawie otrzymał świadectwo ukończenia kursu siedmioklasowej szkoły handlowej. W latach 1917–1918 Kwilecki przebywał na praktyce rolnej na terenie dawnego Królestwa Polskiego, a w późniejszym czasie w jednym z majątków ziemiańskich w Wielkopolsce. Dzięki intensywnej edukacji opanował trzy języki obce: francuski, rosyjski i niemiecki.

### Powstanie wielkopolskiei wojna polsko-bolszewicka
27 grudnia 1918 roku wstąpił do Pułku Strzelców Konnych Straży Poznańskiej (późniejszego 15 Pułku Ułanów Wielkopolskich), następnie służył w 12 Pułku Ułanów Wielkopolskich, skąd został skierowany do szkoły kawaleryjskiej w Starej Wsi, a później do szkoły podchorążych w Warszawie. Po jej ukończeniu został przydzielony do 2 Pułku Ułanów Wielkopolskich, który w późniejszym czasie przemianowano na 16 Pułk Ułanów Wielkopolskich, i 29 grudnia 1919 roku otrzymał stopień podporucznika. W szeregach tego Pułku walczył od marca do lipca 1920 roku na froncie polsko-bolszewickim. Został ranny pod Białą Cerkwią i od 20 lipca do 10 sierpnia 1920 roku przebywał w szpitalu w Bydgoszczy. Po wyjściu ze szpitala nie powrócił już na front. Skierowano go do szwadronu zapasowego z zadaniem szkolenia wcielanych poborowych. Od 1 maja 1921 roku był adiutantem generała Stanisława Szeptyckiego.
Czynną służbę wojskową zakończył w maju 1922 roku na stanowisku oficera ewidencyjnego i w stopniu podporucznika przeniesiony do rezerwy. Zachował jednak związki z dawnym Pułkiem, w którym w następnych latach, odbywał trzykrotnie przepisowe sześciotygodniowe ćwiczenia rezerwy. W 1928 roku mianowano go dowódcą 5 Kompanii Przysposobienia Wojskowego.

### Okres międzywojenny
Po I wojnie światowej wrócił do powiatu konińskiego. Ojciec zlecił mu zarządzanie dwoma folwarkami: Góry i Ościsław koło Ślesina. Po pewnym czasie zamieszkał na polskim Wybrzeżu. Zajmował się wówczas zaopatrywaniem statków w żywność, przypływających do portu w Gdyni. Po śmierci ojca objął w posiadanie majątek Grodziec, liczący wówczas 3000 hektarów. Dążył do rozwoju gospodarczego odziedziczonych ziem. Rozwinął między innymi hodowlę ryb w stawach na terenie majątku.
Działał w wielu miejscowych organizacjach rolniczych. Był prezesem powiatowego Związku Ziemian, przewodniczącym Związku Hodowców Koni, prezesem słupeckiego Związku Oficerów Rezerwy i Koła Rezerwistów. Pełnił funkcję członka Związku Polskich Kawalerów Maltańskich. Jeździł z odczytami na temat obronności kraju i zagrożenia ze strony Niemców (występował przeciwko ukrytym wyjazdom młodych Niemców do Rzeszy na szkolenia wojskowe). Pracował w zarządzie parafialnym przy zbieraniu i rozdzielaniu darów dla najuboższych. Wspierał, zwłaszcza finansowo, budowę szkół w Grodźcu i Królikowie oraz Fundusz Obrony Narodowej. Prawdopodobnie to on założył straż pożarną w Grodźcu. Z chęcią użyczał swojego samochodu, gdy trzeba było kogoś przewieść do szpitala. Pomagał również w załatwieniu różnych spraw urzędowych. Tuż przed wybuchem II wojny światowej ponoć planował wprowadzić premie dla pracowników majątku oraz utworzyć dla nich dom kultury – z radiem, czasopismami, organizowanymi pogadankami i wykładami.

### II wojna światowa i śmierć
W ostatnich dniach sierpnia 1939 roku Kwilecki został zmobilizowany i przydzielony do komisji poboru koni dla wojska, która mieściła się w Kazimierzu Biskupim. Po kilku dniach wyruszył na wschód, ale po ustaniu działań wojennych i spotkaniu z ciężarną żoną, zdecydował się na powrót do Grodźca. Aresztowany przez gestapo 25 października pod zarzutem posiadania broni myśliwskiej i umieszczony w konińskim więzieniu na ulicy Wodnej. Po dwóch dniach zwolniono go za wstawiennictwem gestapowca, z którym znał się sprzed wojny. Nie opuścił Grodźca, pomimo grożącemu mu nadal niebezpieczeństwa, argumentując to troską o mieszkańców wsi. 30 października Niemcy aresztowali go ponownie. Został zamordowany strzałem w tył głowy 10 listopada 1939 roku w masowej egzekucji na cmentarzu żydowskim w Koninie.
Jego grób znajduje się na cmentarzu w Grodźcu.

## Odznaczenia
- Krzyż Walecznych[8]
- Medal „Polska Swemu Obrońcy”[4]
- Srebrny Krzyż Zasługi
- Medal Pamiątkowy za Wojnę 1918–1921[2][3]

## Życie rodzinne
8 września 1921 roku w Bydgoszczy wziął ślub z Józefą Tarasiewicz herbu Krzywda (1899–1932), którą poznał przebywając w szpitalu w Bydgoszczy (Kazimierz i Maria Kwileccy nie zaakceptowali żony syna). W 1935 roku ożenił się z Elizą Marią Felicją Broel-Plater herbu własnego (1901–1999). Jego druga żona rozbudowała i zreformowała, prowadzoną wcześniej przez jej teściową, ochronkę, której pracownice wykonywały dodatkowo zabiegi pielęgniarskie. Sprowadziła też instruktorki kroju i szycia dla kobiet oraz dziewcząt, a dodatkowo wygłaszała pogadanki o pracach kobiecych. Wspomagała przytułki dla bezdomnych. Ponadto wygłaszała pogadanki o pracach kobiecych. Była członkinią Stowarzyszenia Młodzieży Wiejskiej Żeńskiej oraz Koła Młodych Ziemianek, którego była przewodniczącą na obszar konecko-opoczyński. Kwilecki miał z nią trzy córki: Julitę Kazimierę (ur. 1936), Annę Gabrielę Marię (ur. 1939) i Stanisławę Dolores (ur. 1940).

## Upamiętnienie
10 listopada 2022 roku tuż przy Parku Chopina w Koninie odsłonięto tablicę z imionami i nazwiskami ofiar, które zginęły w egzekucji 10 listopada 1939 roku. Na tablicy znajduje się również imię i nazwisko Stanisława Kwileckiego.